# Senado de Nueva York
El Senado de Nueva York es la Cámara Alta de la Legislatura del Estado de Nueva York. Consiste en 63 miembros electos para un período de dos años con reelección consecutiva indefinida. Su número es variable según la Constitución de Nueva York dependiendo de la población, actualmente se encuentra en 63. Se les elige por distritos electoral uninominales.

## Presidencia
El presidente del Senado es formalmente el vicegobernador del Estado, pero solo vota en caso de empate, el resto del tiempo el presidente pro tempore ejerce la presidencia del Senado que incluye presidir las sesiones y nombrar la integración de los comités y comisiones. El Presidente Pro Témpore es normalmente el líder de mayoría, sin embargo a raíz de la crisis de liderazgo del Senado de Nueva York de 2009, en que tres senadores demócratas se separaron de su bancada y crearon una tercera fracción que votó por el candidato republicano, la presidencia del Senado pasó a la oposición.

## Integración
| Distrito                                              | Senador                | Partido     | Alianza       | Elección | Condados                                                                            |
| ----------------------------------------------------- | ---------------------- | ----------- | ------------- | -------- | ----------------------------------------------------------------------------------- |
| 1                                                     | Kenneth P. LaValle     | Republicano | Republicano   | 1976     | Suffolk                                                                             |
| 2 Archivado el 23 de mayo de 2015 en Wayback Machine. | John J. Flanagan       | Republicano | Republicano   | 2002     | Suffolk                                                                             |
| 3 Archivado el 24 de mayo de 2015 en Wayback Machine. | Thomas Croci           | Republicano | Republicano   | 2014     | Suffolk                                                                             |
| 4 Archivado el 3 de junio de 2015 en Wayback Machine. | Philip M. Boyle        | Republicano | Republicano   | 2012     | Suffolk                                                                             |
| 5 Archivado el 3 de junio de 2015 en Wayback Machine. | Carl L. Marcellino     | Republicano | Republicano   | 1995     | Nassau, Suffolk                                                                     |
| 6 Archivado el 3 de junio de 2015 en Wayback Machine. | Kemp Hannon            | Republicano | Republicano   | 1989     | Nassau                                                                              |
| 7 Archivado el 7 de mayo de 2015 en Wayback Machine.  | Jack M. Martins        | Republicano | Republicano   | 2010     | Nassau                                                                              |
| 8 Archivado el 3 de julio de 2015 en Wayback Machine. | Michael Venditto       | Republicano | Republicano   | 2014     | Nassau, Suffolk                                                                     |
| 9 Archivado el 23 de mayo de 2015 en Wayback Machine. | Vacante                | Vacante     | Vacante       | Vacante  | Nassau                                                                              |
| 10                                                    | James Sanders, Jr.     | Demócrata   | Demócrata     | 2012     | Queens                                                                              |
| 11                                                    | Tony Avella            | Demócrata   | Independencia | 2010     | Queens                                                                              |
| 12                                                    | Michael N. Gianaris    | Demócrata   | Demócrata     | 2010     | Queens                                                                              |
| 13                                                    | Jose Peralta           | Demócrata   | Demócrata     | 2010     | Queens                                                                              |
| 14                                                    | Leroy Comrie           | Demócrata   | Demócrata     | 2014     | Queens                                                                              |
| 15                                                    | Joseph Addabbo, Jr.    | Demócrata   | Demócrata     | 2008     | Queens                                                                              |
| 16                                                    | Toby Ann Stavisky      | Demócrata   | Demócrata     | 1999     | Queens                                                                              |
| 17                                                    | Simcha Felder          | Demócrata   | Republicano   | 2012     | Kings (Brooklyn)                                                                    |
| 18                                                    | Martin Malave Dilan    | Demócrata   | Demócrata     | 2002     | Kings                                                                               |
| 19                                                    | Roxanne Persaud        | Demócrata   | Demócrata     | 2015     | Kings                                                                               |
| 20                                                    | Jesse Hamilton         | Demócrata   | Demócrata     | 2014     | Kings                                                                               |
| 21                                                    | Kevin S. Parker        | Demócrata   | Demócrata     | 2002     | Kings                                                                               |
| 22                                                    | Martin J. Golden       | Republicano | Republicano   | 2002     | Kings                                                                               |
| 23                                                    | Diane Savino           | Demócrata   | Independencia | 2004     | Kings, Richmond (Staten Island)                                                     |
| 24                                                    | Andrew J. Lanza        | Republicano | Republicano   | 2006     | Richmond                                                                            |
| 25                                                    | Velmanette Montgomery  | Demócrata   | Demócrata     | 1984     | Kings                                                                               |
| 26                                                    | Daniel Squadron        | Demócrata   | Demócrata     | 2008     | Kings, New York (Manhattan)                                                         |
| 27                                                    | Brad Hoylman           | Demócrata   | Demócrata     | 2012     | New York                                                                            |
| 28                                                    | Liz Krueger            | Demócrata   | Demócrata     | 2002     | New York                                                                            |
| 29                                                    | Jose M. Serrano        | Demócrata   | Demócrata     | 2004     | New York, Bronx                                                                     |
| 30                                                    | Bill Perkins           | Demócrata   | Demócrata     | 2006     | New York                                                                            |
| 31                                                    | Adriano Espaillat      | Demócrata   | Demócrata     | 2010     | New York                                                                            |
| 32                                                    | Rubén Díaz, Sr.        | Demócrata   | Demócrata     | 2002     | Bronx                                                                               |
| 33                                                    | Gustavo Rivera         | Demócrata   | Demócrata     | 2010     | Bronx                                                                               |
| 34                                                    | Jeffrey D. Klein       | Demócrata   | Independencia | 2004     | Bronx, Westchester                                                                  |
| 35                                                    | Andrea Stewart-Cousins | Demócrata   | Demócrata     | 2006     | Westchester                                                                         |
| 36                                                    | Ruth Hassell-Thompson  | Demócrata   | Demócrata     | 2000     | Bronx, Westchester                                                                  |
| 37                                                    | George S. Latimer      | Demócrata   | Demócrata     | 2012     | Westchester                                                                         |
| 38                                                    | David Carlucci         | Demócrata   | Independencia | 2010     | Rockland, Westchester                                                               |
| 39                                                    | William J. Larkin, Jr. | Republicano | Republicano   | 1990     | Orange, Rockland, Ulster                                                            |
| 40                                                    | Terrence P. Murphy     | Republicano | Republicano   | 2014     | Dutchess, Putnam, Westchester                                                       |
| 41                                                    | Susan J. Serino        | Republicano | Republicano   | 2014     | Dutchess, Putnam                                                                    |
| 42                                                    | John J. Bonacic        | Republicano | Republicano   | 1998     | Delaware, Orange, Sullivan, Ulster                                                  |
| 43                                                    | Kathleen A. Marchione  | Republicano | Republicano   | 2012     | Columbia, Rensselaer, Saratoga, Washington                                          |
| 44                                                    | Neil Breslin           | Demócrata   | Demócrata     | 1996     | Albany, Rensselaer                                                                  |
| 45                                                    | Betty Little           | Republicano | Republicano   | 2002     | Clinton, Essex, Franklin, Saint Lawrence, Warren, Washington                        |
| 46                                                    | George A. Amedore, Jr. | Republicano | Republicano   | 2014     | Albany, Greene, Montgomery, Schenectady, Ulster                                     |
| 47                                                    | Joseph Griffo          | Republicano | Republicano   | 2006     | Lewis, Oneida, St. Lawrence                                                         |
| 48                                                    | Patty Ritchie          | Republicano | Republicano   | 2010     | Jefferson, Oswego, St. Lawrence                                                     |
| 49                                                    | Hugh Farley            | Republicano | Republicano   | 1976     | Fulton, Hamilton, Herkimer, Saratoga, Schenectady                                   |
| 50                                                    | John DeFrancisco       | Republicano | Republicano   | 1992     | Cayuga, Onondaga                                                                    |
| 51                                                    | James Seward           | Republicano | Republicano   | 1986     | Cayuga, Chenango, Cortland, Delaware, Herkimer, Otsego, Schoharie, Tompkins, Ulster |
| 52                                                    | Fred Akshar            | Republicano | Republicano   | 2015     | Broome, Chenango, Delaware, Tioga                                                   |
| 53                                                    | David Valesky          | Demócrata   | Independencia | 2004     | Madison, Oneida, Onondaga                                                           |
| 54                                                    | Michael Nozzolio       | Republicano | Republicano   | 1992     | Cayuga, Monroe, Ontario, Seneca, Tompkins, Wayne                                    |
| 55                                                    | Richard Funke          | Republicano | Republicano   | 2014     | Monroe, Ontario                                                                     |
| 56                                                    | Joseph Robach          | Republicano | Republicano   | 2002     | Monroe                                                                              |
| 57                                                    | Catharine Young        | Republicano | Republicano   | 2005     | Allegany, Cattaraugus, Chautauqua, Livingston                                       |
| 58                                                    | Tom O'Mara             | Republicano | Republicano   | 2010     | Chemung, Schuyler, Steuben, Tompkins, Yates                                         |
| 59                                                    | Patrick Gallivan       | Republicano | Republicano   | 2010     | Erie, Livingston, Monroe, Wyoming                                                   |
| 60                                                    | Marc Panepinto         | Demócrata   | Demócrata     | 2014     | Erie                                                                                |
| 61                                                    | Michael H. Ranzenhofer | Republicano | Republicano   | 2008     | Erie, Genesee, Monroe                                                               |
| 62                                                    | Robert G. Ortt         | Republicano | Republicano   | 2014     | Monroe, Niagara, Orleans                                                            |
| 63                                                    | Timothy M. Kennedy     | Demócrata   | Demócrata     | 2010     | Erie                                                                                |